# Wataru Morishige
Wataru Morishige (森重航, Morishige, Wataru), né le 17 juillet 2000 à Betsukai, est un patineur de vitesse japonais.

## Biographie
En 2020, Morishige est médaillé de bronze aux championnats juniors de patinage de vitesse. Il se spécialise dans le sprint sur 500m. Engagé dans le circuit de la Coupe du monde de patinage de vitesse 2021-2022, il remporte sa première victoire en décembre 2021 sur l'Ovale de Salt Lake City.

## Palmarès

### Jeux olympiques d'hiver
- JO 2022 -  Pékin
  -  Médaille de bronze sur 500m

### Championnats du monde
- Championnats du monde de sprint de patinage de vitesse